# Naturbaden vid Mývatn
Naturbaden vid Mývatn är en varm källa i republiken Island. Den ligger i regionen Norðurland eystra, i den norra delen av landet, 280 km nordost om Reykjavik. Naturbaden vid Mývatn ligger 343 meter över havet.
Trakten ingår i den boreala klimatzonen. Årsmedeltemperaturen i trakten är −3 °C. Den varmaste månaden är juni, då medeltemperaturen är 10 °C, och den kallaste är februari, med −10 °C.